# Aeropuerto Internacional de San Fernando
El Aeropuerto Internacional de San Fernando (ANAC: FDO - IATA: SFE - OACI: SADF), es un aeropuerto que se encuentra ubicado en la ciudad de San Fernando, a unos 3 km del centro de la misma y en las cercanías del Delta del Río Paraná, en la Provincia de Buenos Aires. San Fernando forma parte del sistema aeroportuario de Buenos Aires, y actualmente se encuentra destinado a la aviación general y a las actividades de las escuelas de vuelo.

## Accesos
Su dirección es Ruta Provincial 202 (Avenida Hipólito Yrigoyen) y Balcarce (B1646) y sus coordenadas son latitud 34° 27' 18" S y longitud 58° 35' 29" O.
El acceso más importante desde la Ciudad Autónoma de Buenos Aires (ubicada a 30 km hacia el sureste del aeropuerto) al aeropuerto es la Autopista Acceso Norte - Ramal a Tigre. El acceso a la terminal se realiza por la Ruta Provincial 202 (Avenida Hipólito Yrigoyen), que empalma a la Autopista Acceso Norte - Ramal a Tigre a unos 600 metros.

## Infraestructura
El área total del predio es de 190 ha. Su categoría OACI es 3C.
- Pistas: 54,030 m²
- Calles de Rodaje: 45,000 m²
- Plataformas: 24,189 m² (de los cuales 19,536 corresponden a plataformas privadas, 761 a la plataforma de combustible y 3,892 a la plataforma principal).
- Terminal de Pasajeros: 793 m² (sólo una planta).
- Hangares: 27,807 m²
- Mantenimiento de Aeronaves: el mantenimiento se da en cada hangar particular.
- Estacionamiento Vehicular: 1,840 m² (50 vehículos).

## Historia
En noviembre de 1929, por medio de un decreto presidencial, se realizó la expropiación de 133 hectáreas que serían cedidas para instalar el Aeropuerto de San Fernando.
El aeropuerto fue elevado a la categoría de Aeropuerto Internacional en 1950.
Durante el año 1970, los movimientos ascendieron de 200 mensuales a 800; pero recién en 1981 se inauguró la pista 05/23 asfaltada, de 1,325 x 30 m, que hasta ese entonces era de pasto. [cita requerida]En 1985 se habilitó el edificio de la Terminal, emplazado en el lugar actual y en 1986 comenzó a funcionar en ese edificio la oficina "ARO/AIS" y la de Meteorología.
En 1990, la Dirección de Tránsito Aéreo habilitó el aeropuerto para Control de Aeródromo (comenzando por fin a funcionar la Torre de Control). A partir de ese momento comenzó a operar como AERODROMO PUBLICO CONTROLADO, en HORARIO DIURNO (HJ) -desde el comienzo del crepúsculo civil matutino (aproximadamente 20 minutos antes de la salida del sol) hasta el fin del crepúsculo civil vespertino (aproximadamente 20 minutos después de la puesta del sol). Hasta ese momento el aeródromo operaba según las normas y procedimientos de vuelo VISUAL (VFR) no controlado, como AERÓDROMO CIVIL PUBLICO NO CONTROLADO. Sólo se admitían despegues bajo normas VFR y los planes de vuelo IFR sólo podían serlo a partir de tomar contacto con la torre de control de Aeroparque Jorge Newbery al salir de los límites del ATZ del aeródromo (450 m sobre el terreno, y 5 NM de diámetro excepto en la zona de solapamiento con el ATZ del aeródromo internacional Don Torcuato).
En 1992, se volvieron a instalar todas las luces aeronáuticas de superficie (iluminación de borde de pista con sistema MIRL (color blanco), y luces (azules) de calles de rodaje, que habían sido inicialmente instaladas en 1980 durante las obras de pavimentación de la pista de aterrizaje (05/23), calles de rodaje y área de operaciones, pero que con el tiempo fueron todas vandalizadas, incluido el sistema de aproximación visual AVASIS a la pista 23 que se instaló pero nunca llegó a funcionar, porque el aeropuerto no operó en horario nocturno hasta cinco años después de haber sido habilitado como aeródromo Público Controlado. Tres años después se habilitó el servicio de Bomberos, Policía Federal Argentina, Aduana, Migraciones y Policía Aeronáutica Nacional. Se habilitó además, el servicio internacional y el aeropuerto se hizo operable durante las 24 horas, y adquirió su categoría actual de AEROPUERTO INTERNACIONAL para la AVIACIÓN GENERAL (AVGEN).
El 28 de septiembre de 1998, Aeropuertos Argentina 2000 se hizo cargo del aeropuerto, en el marco de la privatización del Sistema Nacional Aeroportuario.
En 1999 la Fuerza Aérea Argentina culminó las obras de prolongación de la pista de 1325 a 1800 metros. Asimismo, en el mismo año, Aeropuertos Argentina 2000 realizó obras que jerarquizan el servicio del aeropuerto, tales como la ampliación del edificio de la Terminal y el camino perimetral que permite un ingreso más cómodo a las instalaciones del predio.
En diciembre de 2015 quedó habilitado nuevamente para operaciones internacionales. El Organismo Regulador del Sistema Nacional de Aeropuertos (ORSNA) inauguró en 2014 en  el Aeropuerto una nueva Unidad de Coordinación Aeroportuaria.

## Accidentes e incidentes

### Excursión de pista en diciembre de 2024
El 18 de diciembre de 2024, un avión Bombardier Challenger 300 con matrícula LV-GOK y proveniente de Punta de Este, sufrió un despiste al intentar aterrizar, colisionando contra el frente de una vivienda en un barrio lindero al aeropuerto. Producto del siniestro ambos pilotos murieron, conociéndose sus identidades como Martín Fernández Loza, de 44 años y Agustín Orforte, de 35, únicos tripulantes que se encontraban a bordo. Se supo también que la aeronave era propiedad de la familia de Jorge Pablo Brito, presidente de Banco Macro y presidente del Club Atlético River Plate.
Asimismo, fuentes aeronáuticas detallaron textualmente que "el avión entró pasado a la pista y por alguna circunstancia no pudo frenar, terminó despistándose e impactando con viviendas que están al lado del aeropuerto". Además, tres heridos fueron reportados entre los residentes del lugar.